# Cardiff North (circonscription du Senedd)
Ne doit pas être confondue avec Cardiff North, une circonscription parlementaire de la Chambre des communes.
Cardiff North est une circonscription du Senedd dite de borough utilisée dans le cadre d’un scrutin uninominal pour les élections générales du Parlement gallois. Créée en 1999, elle appartient à la région électorale de South Wales Central.
Julie Morgan est la membre du Senedd représentant la circonscription depuis l’élection générale de 2011. Elle siège à la chambre dans le groupe du Labour.

## Histoire

### Création de la circonscription
Les circonscriptions de l’Assemblée (Assembly constituencies  en anglais) sont des divisions électorales du territoire du pays de Galles créées à compter du 1er décembre 1998 par le Government of Wales Act 1998 pour les élections de l’Assemblée nationale du pays de Galles et utilisées à partir du 6 mai 1999, jour du premier scrutin dévolu,.
Ainsi, la circonscription de Cardiff North est pour la première fois employée à partir des élections de l’Assemblée de 1999 comme 39 autres circonscriptions. Ses limites se calquent sur celles de la circonscription parlementaire (parliamentary constituency en anglais) de Cardiff North, qui est une circonscription dite de borough d’après le Parliamentary Constituencies Act 1986 (en),,.
La définition originelle de la circonscription est décrite dans le Parliamentary Constituencies (Wales) Order 1995, un décret en Conseil redistribuant les sièges gallois du Parlement du Royaume-Uni sur la base des zones de gouvernement local établies au 16 décembre 1994 et utilisé pour les élections générales de la Chambre des communes depuis 1997. À son sens, la circonscription de Cardiff North englobe un territoire compris sur sept sections électorales de la cité de Cardiff,.

### Découpage de 2006
Un découpage des circonscriptions parlementaires et de l’Assemblée est opéré par le Parliamentary Constituencies and Assembly Electoral Regions (Wales) Order 2006 à partir des zones principales en usage au 31 janvier 2005. Ce décret en Conseil est mis en œuvre à partir des élections législatives galloises de 2007, et, à l’entrée en vigueur du Government of Wales Act 2006, il devient la base légale délimitant les circonscriptions et régions électorales de l’Assemblée,.
Le décret donne une nouvelle définition des limites de la circonscription de Cardiff North désormais établie à partir d’une partie du cité de Cardiff localisée sur huit de ses sections électorales. Cependant, comme pour 16 autres circonscriptions, il n’altère pas les limites du territoire de la circonscription,.

### Ajustement de 2011
En 2009, le City and County of Cardiff (Old St. Mellons, Rumney and Trowbridge Communities) Order 2009, un décret de l’Assemblée, modifie les limites des sections électorales internes de la cité de Cardiff. Ainsi, le Parliamentary Constituencies and Assembly Electoral Regions (Wales) (Amendment) Order 2011, un décret en Conseil, corrige la frontière administrative entre les circonscriptions de Cardiff North et de Cardiff South and Penarth à compter des élections générales suivantes (2016). Toutefois, ce changement ne modifie pas la circonscription parlementaire de Cardiff North qui est dissociée de la circonscription de l’Assemblée depuis le Parliamentary Voting System and Constituencies Act 2011.

## Description

### Toponymie
La seule dénomination officielle de la circonscription est celle de Cardiff North Borough Constituency (littéralement en anglais, la « circonscription de borough de Cardiff North ») d’après le Parliamentary Constituencies and Assembly Electoral Regions (Wales) Order 2006, plus simplement abrégée en Cardiff North,.
Cependant, en gallois, elle est adaptée en Gogledd Caerdydd.

### Données démographiques
| Année | Population | Superficie (en km2) | Densité de population (en hab./km2) |
| ----- | ---------- | ------------------- | ----------------------------------- |
| 1991  | 67 647     |                     |                                     |
| 2001  | 81 844     | 42,62               | 1 920                               |
| 2011  | 88 114     | 42,62               | 2 067                               |

Le dernier recensement de la population en vigueur en Angleterre et au pays de Galles est celui opéré par l’Office for National Statistics en 2011.
Selon ce recensement, la circonscription de Cardiff North admet une population résidentielle (usual residents en anglais) de 88 114 habitants, au dessus de la moyenne par circonscription évaluée à 76 586 habitants. Elle est ainsi la quatrième circonscription la plus peuplée des circonscriptions du Senedd derrière celle de Cardiff West (3e rang) et devant celle de Cardiff Central (5e rang).
Du point de vue de la surface, avec ses 42,62 km2, elle est la circonscription la moins étendue. Aussi, sa densité de population de 2 067 hab/km2 s’établit au dessus de la moyenne du pays de Galles.

### Système électoral
Les élections générales du Parlement gallois sont un système parallèle associant un scrutin majoritaire et un scrutin proportionnel qualifié de système du membre additionnel (additional member system en anglais, abrégé en AMS).
L’élection d’un représentant de circonscription est conduite dans le cadre d’un scrutin uninominal majoritaire à un tour (first-past-the-post). Selon ce système électoral, le candidat élu est celui ayant reçu le plus grand nombre de voix au premier et seul tour du scrutin. Une majorité simple (et non absolue) est donc requise pour gagner l’élection dans la circonscription.
Simultanément à l’élection du représentant de circonscription se déroule une autre élection, celle-ci au scrutin de liste bloquée, dans laquelle sont désignés 4 représentants régionaux en fonction des résultats des partis politiques à l’échelle des circonscriptions d’une région électorale. Ainsi, le scrutin corrige proportionnellement la somme des sièges obtenus par les partis dans les circonscriptions en distribuant les sièges régionaux selon le rapport de voix par sièges d’après la méthode d’Hondt. Plus un parti politique obtient de circonscriptions dans une région électorale donnée, moins il se voit attribuer de sièges régionaux dans celle-ci et inversement, mois il en obtient, plus il a de sièges régionaux sous réserve d’atteindre un seuil.

### Région électorale
D’après l’European Parliamentary Constituencies (Wales) Order 1994, la circonscription de Cardiff North est, avec celles de Cardiff Central, de Cardiff South and Penarth, de Cardiff West, de Cynon Valley, de Pontypridd, de Rhondda et de Vale of Glamorgan, l’une des composantes de la région électorale de South Wales Central en 1999,,.
Bien que la composition des circonscriptions ne soit pas modifiée, les frontières de la région électorale sont sensiblement modifiées par le Parliamentary Constituencies and Assembly Electoral Regions (Wales) Order 2006 qui ajuste les limites entre Bridgend, située dans le South Wales West, et Vale of Glamorgan à partir des élections générales de 2007,.

## Représentants

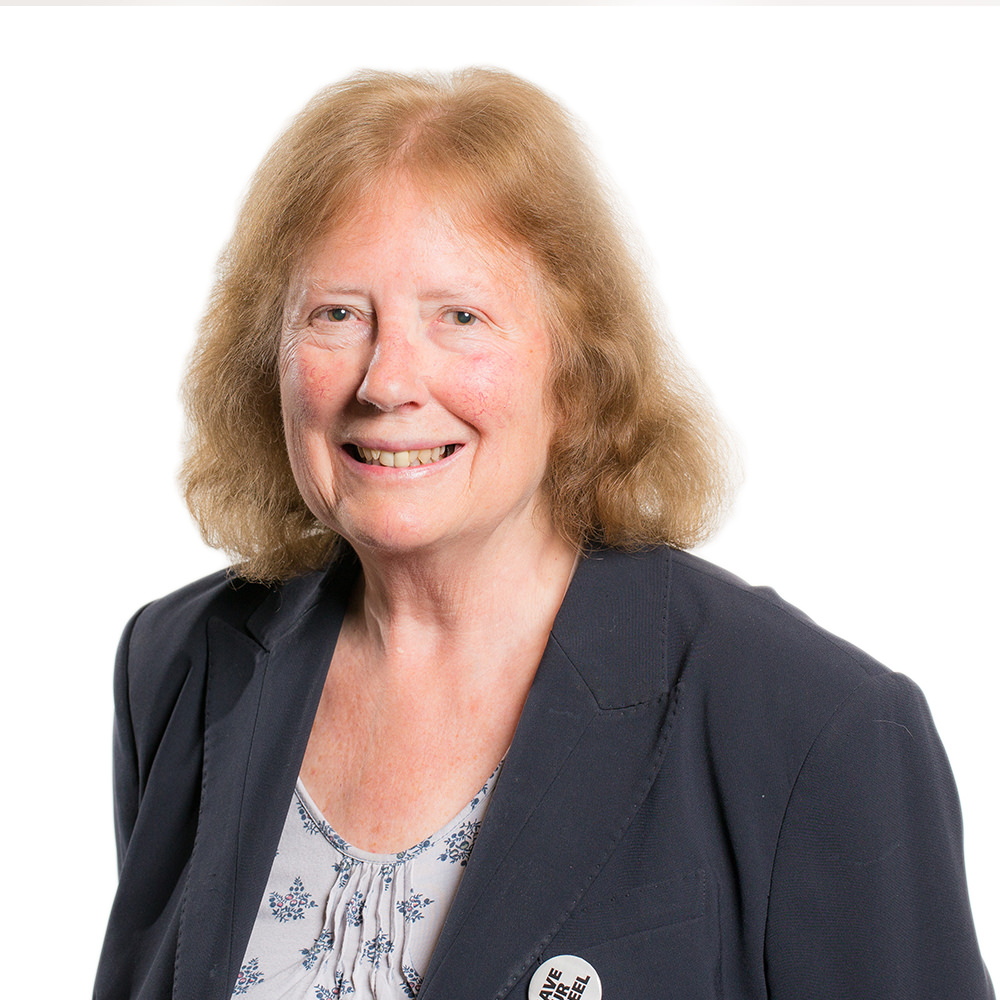
Julie Morgan (depuis 2011)

| Mandature | Période              | Période              | Membre          | Groupe        | Fonction |
| --------- | -------------------- | -------------------- | --------------- | ------------- | --- |
| Ire       | 7 mai 1999           | 30 avril 2003        | Sue Essex       | Labour        | Secrétaire à l’Environnement, à la Planification et au Transport (2000) Ministre de l’Environnement (2000-2003) |
| IIe       | 2 mai 2003           | 2 mai 2007           | Sue Essex       | Labour        | Ministre de la Finance (2003-2007)                                                                              |
| IIIe      | 4 mai 2007           | 31 mars 2011         | Jonathan Morgan | Conservatives | Président du comité de la Santé, du Bien-être et du Gouvernement local (2007-2011)                              |
| IVe       | 6 mai 2011           | 5 avril 2016         | Julie Morgan    | Labour        | |
| Ve        | 6 mai 2016           | 29 avril 2021        | Julie Morgan    | Labour        | Vice-ministre de la Santé et des Services sociaux (2018-2021)                                                   |
| VIe       | Depuis le 8 mai 2021 | Depuis le 8 mai 2021 | Julie Morgan    | Labour        | Vice-ministre des Services sociaux (depuis 2021)                                                                |

- Julie Morgan 
 (depuis 2011)

## Résultats électoraux

### Évolution électorale
Pour des raisons techniques, il est temporairement impossible d'afficher le graphique qui aurait dû être présenté ici.

### Détails des élections

#### Élection de 1999
| Candidat                   | Candidat                                               | Étiquette                  | Parti                      | Vote   | Vote   | Vote |  |
| Candidat                   | Candidat                                               | Étiquette                  | Parti                      | Voix   | %      | ±    |  |
| -------------------------- | ------------------------------------------------------ | -------------------------- | -------------------------- | ------ | ------ | ---- |  |
|                            | Sue Essex                                              | LAB                        | Welsh Labour               | 12 198 | 38,70  | ND   |  |
|                            | Jonathan Morgan                                        | CON                        | Welsh Conservatives        | 9 894  | 31,39  | ND   |  |
|                            | Alastair Meikle                                        | LD                         | Welsh Liberal Democrats    | 5 088  | 16,14  | ND   |  |
|                            | Colin Mann                                             | PC                         | Plaid Cymru                | 4 337  | 13,76  | ND   |  |
|                            |                                                        |                            |                            |        |        |      |  |
| Majorité                   | Majorité                                               | Majorité                   | Majorité                   | 2 304  | 7,31   | ND   |  |
| Transfert de Butler        | Transfert de Butler                                    | Transfert de Butler        | Transfert de Butler        |        |        | ND   |  |
|                            |                                                        |                            |                            |        |        |      |  |
| Corps électoral            | Corps électoral                                        | Corps électoral            | Corps électoral            | 61 398 | 100,00 |      |  |
| Abstention, blancs et nuls | Abstention, blancs et nuls                             | Abstention, blancs et nuls | Abstention, blancs et nuls | 29 881 | 48,67  |      |  |
| Exprimés                   | Exprimés                                               | Exprimés                   | Exprimés                   | 31 517 | 51,33  | ND   |  |
|                            |                                                        |                            |                            |        |        |      |  |
|                            | Le Labour remporte le siège (nouvelle circonscription) |                            |                            |        |        |      |  |

#### Élection de 2003
| Candidat                   | Candidat                    | Étiquette                  | Parti                             | Vote   | Vote   | Vote |  |
| Candidat                   | Candidat                    | Étiquette                  | Parti                             | Voix   | %      | ±    |  |
| -------------------------- | --------------------------- | -------------------------- | --------------------------------- | ------ | ------ | ---- |  |
|                            | Sue Essex                   | LAB                        | Welsh Labour                      | 10 413 | 37,55  | 1,15 |  |
|                            | Jonathan Morgan             | CON                        | Welsh Conservatives               | 9 873  | 35,60  | 4,21 |  |
|                            | John L. Dixon               | LD                         | Welsh Liberal Democrats           | 3 474  | 12,53  | 3,61 |  |
|                            | Wyn Jones                   | PC                         | Plaid Cymru                       | 2 679  | 9,66   | 4,1  |  |
|                            | Donald E. Hulston           | UKIP                       | United Kingdom Independence Party | 1 295  | 4,67   | ND   |  |
|                            |                             |                            |                                   |        |        |      |  |
| Majorité                   | Majorité                    | Majorité                   | Majorité                          | 540    | 1,95   | 5,36 |  |
| Transfert de Butler        | Transfert de Butler         | Transfert de Butler        | Transfert de Butler               |        |        | 2,68 |  |
|                            |                             |                            |                                   |        |        |      |  |
| Corps électoral            | Corps électoral             | Corps électoral            | Corps électoral                   | 64 528 | 100,00 |      |  |
| Abstention, blancs et nuls | Abstention, blancs et nuls  | Abstention, blancs et nuls | Abstention, blancs et nuls        | 36 794 | 57,02  |      |  |
| Exprimés                   | Exprimés                    | Exprimés                   | Exprimés                          | 27 734 | 42,98  | 8,35 |  |
|                            |                             |                            |                                   |        |        |      |  |
|                            | Le Labour conserve le siège |                            |                                   |        |        |      |  |

#### Élection générale de 2007
| Candidat                   | Candidat                                            | Étiquette                  | Parti                             | Vote   | Vote   | Vote  |  |
| Candidat                   | Candidat                                            | Étiquette                  | Parti                             | Voix   | %      | ±     |  |
| -------------------------- | --------------------------------------------------- | -------------------------- | --------------------------------- | ------ | ------ | ----- |  |
|                            | Jonathan Morgan                                     | CON                        | Welsh Conservatives               | 15 253 | 45,26  | 9,66  |  |
|                            | Sophie Howe                                         | LAB                        | Welsh Labour                      | 10 409 | 30,89  | 6,66  |  |
|                            | Ed Bridges                                          | LD                         | Welsh Liberal Democrats           | 4 287  | 12,72  | 0,19  |  |
|                            | Wyn Jones                                           | PC                         | Plaid Cymru                       | 2 491  | 7,39   | 2,27  |  |
|                            | Dai Llewellyn                                       | UKIP                       | United Kingdom Independence Party | 1 262  | 3,74   | 0,93  |  |
|                            |                                                     |                            |                                   |        |        |       |  |
| Majorité                   | Majorité                                            | Majorité                   | Majorité                          | 4 844  | 14,37  | 12,42 |  |
| Transfert                  | Transfert                                           | Transfert                  | Transfert                         |        |        | 8,16  |  |
|                            |                                                     |                            |                                   |        |        |       |  |
| Corps électoral            | Corps électoral                                     | Corps électoral            | Corps électoral                   | 65 554 | 100,00 |       |  |
| Abstention, blancs et nuls | Abstention, blancs et nuls                          | Abstention, blancs et nuls | Abstention, blancs et nuls        | 31 852 | 48,59  |       |  |
| Exprimés                   | Exprimés                                            | Exprimés                   | Exprimés                          | 33 702 | 51,41  | 8,43  |  |
|                            |                                                     |                            |                                   |        |        |       |  |
|                            | Les Conservatives remportent le siège sur le Labour |                            |                                   |        |        |       |  |

#### Élection générale de 2011
| Candidat            | Candidat                                          | Étiquette           | Parti                   | Vote   | Vote   | Vote |  |
| Candidat            | Candidat                                          | Étiquette           | Parti                   | Voix   | %      | ±    |  |
| ------------------- | ------------------------------------------------- | ------------------- | ----------------------- | ------ | ------ | ---- |  |
|                     | Julie Morgan                                      | LAB                 | Welsh Labour            | 16 384 | 47,59  | 16,7 |  |
|                     | Jonathan Morgan                                   | CON                 | Welsh Conservatives     | 14 602 | 42,41  | 2,85 |  |
|                     | Ben Foday                                         | PC                  | Plaid Cymru             | 1 850  | 5,37   | 2,02 |  |
|                     | Matt Smith                                        | LD                  | Welsh Liberal Democrats | 1 595  | 4,63   | 8,09 |  |
|                     |                                                   |                     |                         |        |        |      |  |
| Majorité            | Majorité                                          | Majorité            | Majorité                | 1 782  | 5,18   | 9,19 |  |
| Transfert de Butler | Transfert de Butler                               | Transfert de Butler | Transfert de Butler     |        |        | 9,78 |  |
|                     |                                                   |                     |                         |        |        |      |  |
| Corps électoral     | Corps électoral                                   | Corps électoral     | Corps électoral         | 66 934 | 100,00 |      |  |
| Abstention          | Abstention                                        | Abstention          | Abstention              | 32 274 | 48,22  |      |  |
| Participation       | Participation                                     | Participation       | Participation           | 34 660 | 51,78  |      |  |
| Exprimés            | Exprimés                                          | Exprimés            | Exprimés                | 34 431 | 51,44  | 0,03 |  |
| Blancs et nuls      | Blancs et nuls                                    | Blancs et nuls      | Blancs et nuls          | 229    | 0,34   |      |  |
|                     |                                                   |                     |                         |        |        |      |  |
|                     | Le Labour remporte le siège sur les Conservatives |                     |                         |        |        |      |  |

#### Élection générale de 2016
| Candidat                   | Candidat                    | Étiquette                  | Parti                             | Vote   | Vote   | Vote |  |
| Candidat                   | Candidat                    | Étiquette                  | Parti                             | Voix   | %      | ±    |  |
| -------------------------- | --------------------------- | -------------------------- | --------------------------------- | ------ | ------ | ---- |  |
|                            | Julie Morgan                | LAB                        | Welsh Labour                      | 16 766 | 44,77  | 2,82 |  |
|                            | Jayne L. Cowan              | CON                        | Welsh Conservatives               | 13 099 | 34,98  | 7,43 |  |
|                            | Haydn Rushworth             | UKIP                       | United Kingdom Independence Party | 2 509  | 6,70   | ND   |  |
|                            | Elin W. Jones               | PC                         | Plaid Cymru                       | 2 278  | 6,08   | 0,71 |  |
|                            | John Dixon                  | LD                         | Welsh Liberal Democrats           | 1 130  | 3,02   | 1,61 |  |
|                            | Fiona Burt                  | IND                        | Independent                       | 846    | 2,26   | ND   |  |
|                            | Chris von Ruhland           | WGP                        | Wales Green Party                 | 824    | 2,20   | ND   |  |
|                            |                             |                            |                                   |        |        |      |  |
| Majorité                   | Majorité                    | Majorité                   | Majorité                          | 3 667  | 9,79   | 4,61 |  |
| Transfert de Butler        | Transfert de Butler         | Transfert de Butler        | Transfert de Butler               |        |        | 2,31 |  |
|                            |                             |                            |                                   |        |        |      |  |
| Corps électoral            | Corps électoral             | Corps électoral            | Corps électoral                   | 65 927 | 100,00 |      |  |
| Abstention, blancs et nuls | Abstention, blancs et nuls  | Abstention, blancs et nuls | Abstention, blancs et nuls        | 28 475 | 43,19  |      |  |
| Exprimés                   | Exprimés                    | Exprimés                   | Exprimés                          | 37 452 | 56,81  | 5,37 |  |
|                            |                             |                            |                                   |        |        |      |  |
|                            | Le Labour conserve le siège |                            |                                   |        |        |      |  |